# SITE
Sculpture in the Environment, más conocido por su acrónimo SITE, es un estudio de arquitectura neoyorquino fundado en 1970 por James Wines y Alison Sky. SITE saltó a la fama en 1975 por una serie de 7 centros comerciales encargados por la empresa Best Products Inc. Uno de ellos, llamado "Indeterminate Facade building" (edificio de fachada indeterminada), ubicado en Houston (Texas), y que representaba una fachada de ladrillo semiderruida (ver imagen), se convertiría en un icono de la arquitectura de finales de siglo XX.
El estudio, al que pertenecen también Michelle Stone y Emilio Sousa, con integrantes pertenecientes a disciplinas artísticas, se especializó en el paisajismo y en el llamado arte ambiental, construyendo edificios de estilo posmoderno y alejados de la ortodoxia arquitectónica, lo que les valió el rechazo de la crítica especializada de la época.
Los problemas económicos de la cadena Best provocaron que la obra más representativa de este estudio —la "Indeterminate Facade Building"— fuese eliminada en julio de 2003.